# Ferdinand von Wolff (Mineraloge)

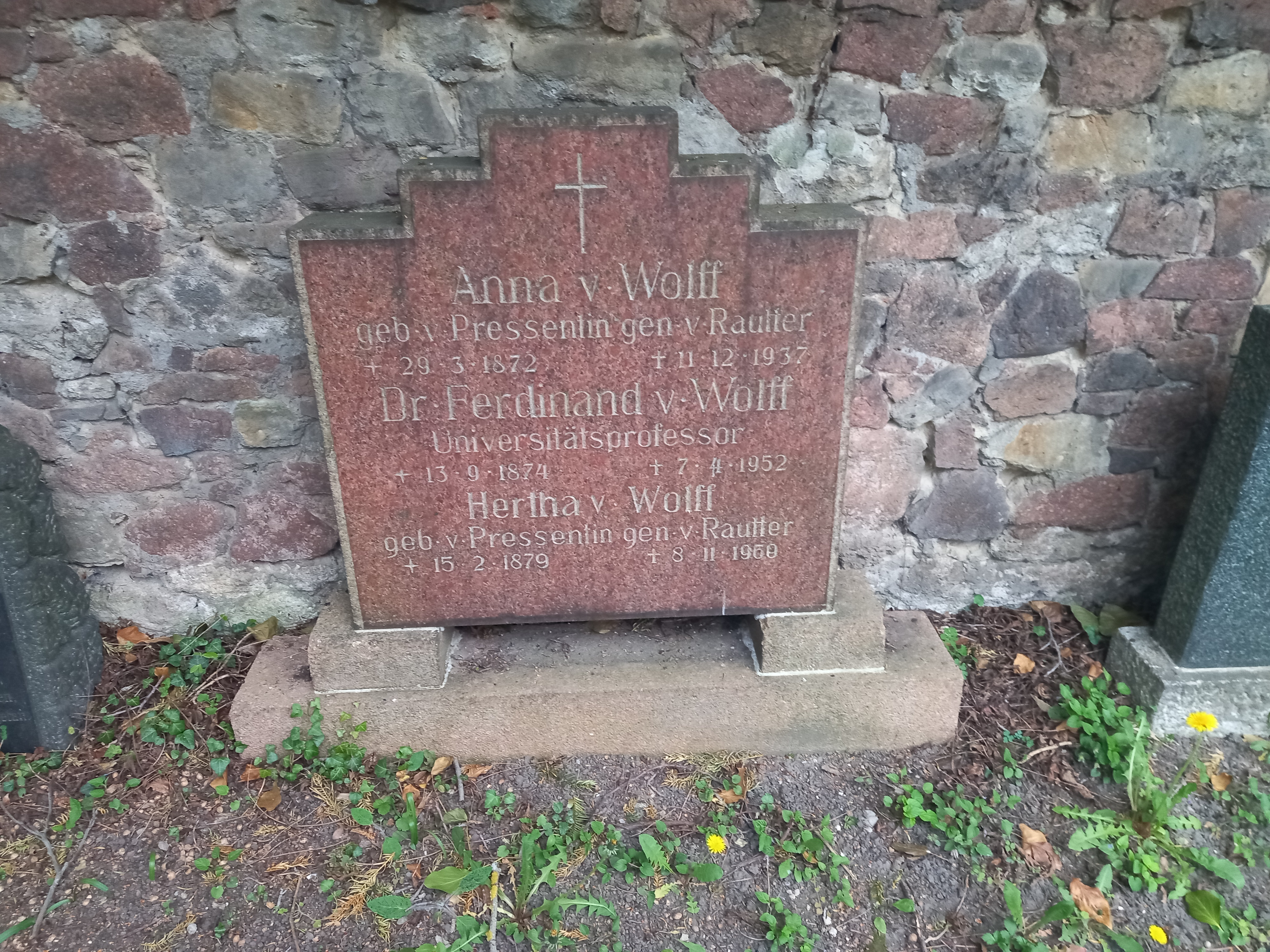
Grabstein von Ferdinand von Wolff und seiner Ehefrau Anna geborene von Pressentin genannt von Rautter auf dem evangelischen Laurentiusfriedhof in Halle

Ludwig Ferdinand von Wolff (* 13. September 1874 in Glogau; † 7. April 1952 in Halle (Saale)) war ein deutscher Mineraloge.

## Leben und Wirken
Ludwig Ferdinand von Wolff wurde geboren als Sohn des späteren preußischen Obersten Carl Wilhelm Franz von Wolff (1836–1912) und seiner Ehefrau Anna Marie Freiin von Schlotheim (1842–1907). Er besuchte die Schulen in Metz, Koblenz und Weimar. 1894 nahm er ein Studium der Rechtswissenschaft an der Universität Leipzig auf, aber wechselte bald auf Naturwissenschaften. Ab 1895 studierte er Mineralogie und Geologie an der Universität Berlin, wo er 1899 promoviert wurde. 1899/1900 war er wissenschaftlicher Hilfsarbeiter am Museum für Naturkunde in Berlin, ab 1900 Assistent am Mineralogischen Institut der Universität Berlin. 1903 wurde er dort für Mineralogie und Petrographie habilitiert.
1907 übernahm Wolff die ordentliche Professur für Mineralogie und Geologie an der Technischen Hochschule Danzig. Ab November 1914 war er ordentlicher Professor für Mineralogie und Petrographie an der Universität Halle. 1915/16 leistete er Kriegsdienst im Landsturm, 1916/17 war er als Kriegsgeologe an der Westfront tätig. 1918 war er Gründungsmitglied der Deutschnationale Volkspartei (DNVP), der er bis zu ihrer Auflösung 1933 angehörte. 1919 gehörte er der Einwohnerwehr von Halle an und nahm am Kapp-Putsch teil. 1923 trat er in den Stahlhelm ein. 1934 wurde er Mitglied der Nationalsozialistischen Volkswohlfahrt (NSV). 1939 wurde Wolff emeritiert, übernahm aber bereits 1943 den Lehrstuhl in Vertretung erneut. 1945 übernahm er erneut die Leitung des Mineralogischen Instituts und wurde 1946 erneut zum ordentlichen Professor ernannt. Ebenfalls 1945 trat der CDU bei.
Er arbeitete auf den Gebieten der Kristallstrukturlehre, Petrologie und über den Vulkanismus.
Ab 1916 war Wolff Mitglied der Deutschen Akademie der Naturforscher Leopoldina. Er gehörte dem Johanniterorden an, ab 1912 als Ehrenritter und ab 1923 als Rechtsritter.

## Schriften
- Beiträge zur Geologie und Petrographie Chile’s unter besonderer Berücksichtigung der beiden nördlichen Provinzen Atacama und Coquimbo. Inaugural-Dissertation. Starcke, Berlin 1899.
- Der Vulkanismus. Enke, Stuttgart.
  - 1. Band: Allgemeiner Teil.
    - 1. Hälfte: Das Magma und sein geologischer Gestaltungsvorgang. Die vulkanischen Erscheinungen der Tiefe. Der submarine Vulkanismus. 1914.
    - 2. Hälfte: Die vulkanischen Erscheinungen der Oberfläche. Lunarer und kosmischer Vulkanismus. Geschichte der Vulkanologie. 1914.

  - 2. Band: Spezieller Teil
    - 1. Teil: Die neue Welt (Pazifische Erdhälfte), der Pazifische Ozean und seine Randgebiete. 1929.
    - 2. Teil: Die alte Welt.
      - 1. Lieferung: Der Atlantische Ozean. 1931 (mehr nicht erschienen).
- Einführung in die allgemeine Mineralogie, Kristallographie, Kristallphysik, Mineralchemie (= Wissenschaft und Bildung. Bd. 175). Quelle & Meyer, Leipzig 1922.
- Einführung in die systematische Mineralogie. Mineralbeschreibung. Mineralentstehung. Minerallagerstätten (= Wissenschaft und Bildung. Bd. 196/197). 2 Bände. Quelle & Meyer, Leipzig 1924/25.
- Einführung in die Kristallstrukturlehre. Quelle & Meyer, Leipzig 1928.
- Gesteinskunde. Die Eruptivgesteine. Lang, Pößneck 1951.